# Buste d'une princesse
Le Buste d'une princesse est une sculpture en marbre (44 × 44 × 24 cm), réalisée par l'artiste italien Francesco Laurana autour de 1468, et conservée au Musée du Louvre à Paris.

## Histoire
On ne connaît pas les circonstances de réalisation et la  provenance du buste original, que l'on relie habituellement au Portrait d'Éléonore d'Aragon, aujourd'hui au palazzo Abatellis de Palerme, datant de 1468.
Faisant déjà partie en 1793 des collections de la famille de Condé, au château d'Écouen, l'œuvre est arrivée au Louvre en 1818.

## Description
Il s'agit d'un portrait de femme, représentée en buste, avec les épaules, coupée à hauteur de poitrine. Les cheveux sont rassemblés sous un voile qui cache les oreilles et donne à la tête une forme plus arrondie. L'effigie est caractérisée par une beauté lisse et mince, où les traits du visage sont réduits à l'essentiel, développant le sens de la synthèse et la pureté géométrique des formes. L'étude géométrique est également démontrée par l'inscription du portrait dans un carré parfait, avec une largeur et une hauteur de 44 cm. Ce principe de l'idéalisation est proche des œuvres de Piero della Francesca, que le sculpteur avait peut-être vu dans sa jeunesse à Urbino.